# GRIN3A
GRIN3A‏ (Glutamate ionotropic receptor NMDA type subunit 3A) هوَ بروتين يُشَفر بواسطة جين GRIN3A في الإنسان.